# Selezioni giovanili della nazionale maschile di pallacanestro della Serbia e del Montenegro
Le selezioni giovanili della nazionale di pallacanestro della Serbia e del Montenegro, conosciute anche come selezioni giovanili della nazionale di pallacanestro della Repubblica Federale di Jugoslavia sono state gestite dalla Federazione cestistica di Serbia e Montenegro e partecipavano ai tornei cestistici internazionali per squadre nazionali, limitatamente a specifiche classi d'età.

## Universitaria
Rappresentava la selezione dei migliori giocatori universitari della nazionale serbo-montenegrina.

### Partecipazioni
- 1999 -  2°
- 2001 -  1°
- 2003 -  1°
- 2005 -  3°

 Jugoslavia universitaria - Pallacanestro alla XX Universiade - Torneo maschile4 Aškrabić, 5 Čabarkapa, 6 Čakić, 7 Kijac, 8 Peković, 9 Pištoljević, 10 Plisnić, 11 Rončević, 12 Šekularac, 13 Tica, 14 Vučinić, 15 Vujanić,        All. Nenad Trajković
 Jugoslavia universitaria - Pallacanestro alla XXI Universiade - Torneo maschile4 Aškrabić, 5 Avdalović, 6 Čakić, 7 Nađfeji, 8 Popović, 9 Smiljanić, 10 Stanojević, 11 Tica, 12 Tošić, 13 Vučinić, 14 Vujanić, 15 Zoroski, 
 Serbia e Montenegro universitaria - Pallacanestro alla XXII Universiade - Torneo maschile4 Bralović, 5 Ilić, 6 Jorović, 7 Krstović, 8 Majstorović, 9 Mandić, 10 Marinović, 11 Pantić, 12 Plisnić, 13 Popović, 14 Todorović, 15 Vasić,        All. Vlade Đurović
 Serbia e Montenegro universitaria - Pallacanestro alla XXIII Universiade - Torneo maschile4 Bogdanović, 5 Bošnjak, 6 Dozet, 7 Golubović, 8 Kojadinović, 9 Milošević, 10 Plisnić, 11 Šćekić, 12 Tepić, 13 Ivanović, 14 Zolotović, 15 Đorđević,        All. Velimir Gašić

## Under-21
Rappresentava i migliori giocatori di nazionalità serbo-montenegrina di età non superiore ai 21 anni. Partecipa a tutte le manifestazioni internazionali giovanili di pallacanestro per nazioni gestite dalla FIBA.

### Partecipazioni
- 1997 -  3°

 Jugoslavia under 22 - Campionato mondiale maschile di pallacanestro Under-22 19974 Šćepanović, 5 Petrović, 6 Rakočević, 7 Čubrilo, 8 Nađfeji, 9 Stanojević, 10 Basarić, 11 Glintić, 12 Ostojić, 13 Čanak, 15 Lukovski,        All. Darko Ruso

## Under-20
Rappresentava i migliori giocatori di nazionalità serbo-montenegrina di età non superiore ai 20 anni. Partecipa a tutte le manifestazioni internazionali giovanili di pallacanestro per nazioni gestite dalla FIBA.
Nel corso degli anni questa selezione ha subito alcuni cambiamenti nel nome, dovuti agli adeguamenti nelle normative della FIBA in fatto di classificazione delle categorie giovanili.
Agli inizi la denominazione originaria era Nazionale Juniores, in quanto la FIBA classificava le fasce di età sotto i 22 anni con la denominazione "juniores". In seguito, denominazione e fasce di età sono state equiparate, divenendo Nazionale Under 22. Dal 2000, la FIBA ha modificato nuovamente il tutto, equiparando sotto la dicitura "under 20" sia denominazione che fasce di età. Da allora la selezione ha preso il nome attuale.
Nel periodo dal 1992 al 2006, ha partecipato alle competizioni internazionali come Nazionale Under-20 della Confederazione di Serbia e Montenegro, con denominazioni diverse:
- periodo 1992-2000, con il nome di "Nazionale Under-22 della Repubblica Federale di Jugoslavia"
- periodo 2000-2003, con il nome di "Nazionale Under-20 della Repubblica Federale di Jugoslavia"
- periodo 2003-2006, con il nome di "Nazionale Under-20 della Serbia e del Montenegro"

### Partecipazioni
FIBA EuroBasket Under-20
- 1996 -  3°
- 1998 -  1°
- 2000 - 5°
- 2002 - 7°

- 2004 - 5°
- 2005 -  3°
- 2006 -  1°

 Jugoslavia under 20 - Campionato europeo maschile di pallacanestro Under-22 19964 Šćepanović, 5 Brkić, 6 Lukovski, 7 Karadžić, 8 Drobnjak, 9 Đurić, 10 Bolić, 11 Lazarević, 12 Jestratijević, 13 Marković, 14 Mišković, 15 Stanojević,        All. Rajko Toroman
 Jugoslavia under 20 - Campionato europeo maschile di pallacanestro Under-22 19984 Dozet, 5 Petrović, 6 Rakočević, 7 Glintić, 8 Nađfeji, 9 Stanojević, 10 Jarić, 12 Ćeranić, 13 Milojević, 14 Varda, 15  Obradović,        All. Goran Bojanić
 Jugoslavia under 20 - Campionato europeo maschile di pallacanestro Under-20 20004 Vujanić, 5 Kijac, 6 Ćakić, 7 Avdalović, 8 Pištoljević, 9 Radmanović, 10 Peković, 11 Čabarkapa, 12 Bjegović, 13 Gojnić, 14 Plisnić, 15 Popović,        All. Nenad Trajković
 Jugoslavia under 20 - Campionato europeo maschile di pallacanestro Under-20 20024 Pupović, 5 Sekulić, 6 Bakić, 7 Koprivica, 8 Aleksić, 9 Pavlović, 10 Koljević, 11 Krstić, 12 Jovanović, 13 Jevdić, 14 Marinović, 15 Popović,        All. Slobodan Majdevac
 Serbia e Montenegro under 20 - Campionato europeo maschile di pallacanestro Under-20 20044 Aleksić, 5 Šljivančanin, 6 Stajić, 7 Rašić, 8 Marković, 9 Ratkovica, 10 Koljević, 11 Rakočević, 12 Vukosavljević, 13 Perović, 14 Mišanović, 15 Radenović,        All. Luka Pavićević
 Serbia e Montenegro under 20 - Campionato europeo maschile di pallacanestro Under-20 20054 Tripković, 5 Bogdanović, 6 Bakić, 7 Rakić, 8 Golubović, 9 Ratkovica, 10 Maraš, 11 Dragićević, 12 Raković, 13 Veličković, 14 Peković, 15 Micov,        All. Luka Pavićević
 Serbia e Montenegro under 20 - Campionato europeo maschile di pallacanestro Under-20 20064 Dragićević, 5 Tepić, 6 Bakić, 7 Veličković, 8 Labović, 9 Mijatović, 10 Jereminov, 11 Rakić, 12 Peković, 13 Paunić, 14 Dragović, 15 Maraš,        All. Miroslav Nikolić

## Under-18
Rappresentava i migliori giocatori di nazionalità serbo-montenegrina di età non superiore ai 18 anni. Partecipa a tutte le manifestazioni internazionali giovanili di pallacanestro per nazioni gestite dalla FIBA.
Nel corso degli anni questa selezione ha subito alcuni cambiamenti nel nome, dovuti agli adeguamenti nelle normative della FIBA in fatto di classificazione delle categorie giovanili.
Agli inizi la denominazione originaria era Nazionale Cadetti, in quanto la FIBA classificava le fasce di età sotto i 18 anni con la denominazione "cadetti". Dal 2000, la FIBA ha modificato nuovamente il tutto, equiparando sotto la dicitura "under 18" sia denominazione che fasce di età. Da allora la selezione ha preso il nome attuale.
Nel periodo dal 1992 al 2006, ha partecipato alle competizioni internazionali come Nazionale Under-20 della Confederazione di Serbia e Montenegro, con denominazioni diverse:
- periodo 1992-2003, con il nome di "Nazionale Under-18 della Repubblica Federale di Jugoslavia"
- periodo 2003-2006, con il nome di "Nazionale Under-18 della Serbia e del Montenegro"

### Allenatori
| Anno | Coach           |
| ---- | --------------- |
| 1996 | Ivan Jeremić    |
| 2000 | Zlatan Tomić    |
| 2004 | Miodrag Kadija  |
| 2005 | Stevan Karadžić |
| 2006 | Jovica Arsić    |

### Partecipazioni
FIBA EuroBasket Under-18
- 1996 -  3°
- 2000 - 5°
- 2004 - 5°
- 2005 -  1°
- 2006 - 5°

## Under-16
Rappresentava i migliori giocatori di nazionalità serbo-montenegrina di età non superiore ai 16 anni. Partecipa a tutte le manifestazioni internazionali giovanili di pallacanestro per nazioni gestite dalla FIBA.
Nel corso degli anni questa selezione ha subito alcuni cambiamenti nel nome, dovuti agli adeguamenti nelle normative della FIBA in fatto di classificazione delle categorie giovanili.
Agli inizi la denominazione originaria era Nazionale Allievi, in quanto la FIBA classificava le fasce di età sotto i 16 anni con la denominazione "allievi". Dal 2000, la FIBA ha modificato nuovamente il tutto, equiparando sotto la dicitura "under 16" sia denominazione che fasce di età. Da allora la selezione ha preso il nome attuale.
Nel periodo dal 1992 al 2006, ha partecipato alle competizioni internazionali come Nazionale Under-20 della Confederazione di Serbia e Montenegro, con denominazioni diverse:
- periodo 1992-2003, con il nome di "Nazionale Under-16 della Repubblica Federale di Jugoslavia"
- periodo 2003-2006, con il nome di "Nazionale Under-16 della Serbia e del Montenegro"

### Allenatori
| Anno      | Coach            |
| --------- | ---------------- |
| 1997      | Veselin Matić    |
| 1999      | Petar Rodić      |
| 2001      | Stevan Karadžić  |
| 2003      | Miodrag Kadija   |
| 2004–2005 | Petar Rodić      |
| 2006      | Aleksandar Bućan |

### Partecipazioni
FIBA EuroBasket Under-16
- 1997 -  1°
- 1999 -  1°
- 2001 -  1°
- 2003 -  1°
- 2004 - 9°
- 2005 - 10°
- 2006 -  3°